# Dolmen du Gouty
Le dolmen du Gouty, appelé aussi Peyre-Levade du Puy Saint-Georges, est un dolmen situé à Valderiès, dans le département du Tarn, en France.

## Historique
Le dolmen est classé au titre des monuments historiques depuis le 24 novembre 1960.

## Description
La table de couverture est assez massive. Elle mesure 2,50 m de long sur 1,80 m de large pour une épaisseur de 0,70 m. Elle repose sur deux piliers. La chambre, orientée est/ouest est de petite taille (1,20 m sur 0,90 m).
La chambre a été fouillée clandestinement à de multiples reprises. Il y aurait été trouvé une épée.

## Folklore
Selon la tradition, les trois pierres qui composent l'édifice ont été perdues par la Vierge alors qu'elle les transportait dans sa robe pour aller construire la cathédrale d'Albi.